# Brzozów
Brzozów (în ucraineană Березів, Bereziv; în idiș ברעזשוב, Brezhiv) este un oraș în Voievodatul Subcarpatia, Polonia.

## Istorie
Localitatea a fost fondată în anul 1359. Brzozów a luat numele de la o așezare adiacentă mai devreme de secolul al XIV-lea, care a ajuns să fie cunoscută sub numele de Stara Wieś (Satul vechi). Regina Maria a Ungariei a donat Brzozów și alte patru sate episcopilor de Przemyśl. Atacurile tătară a avut loc în 1525, 1623-1625, 1629 și cu pierderi grele în 1674. După prima Impartire a Poloniei din 1772 și până în 1918, orașul a fost  parte a Monarhiei Austriece.
Înainte de cel de-al Doilea Război Mondial, a existat o comunitate evreiască de aproximativ 1300 de persoane, iar după terminarea acestuia, comunitatea evreiască din Brzozów a dispărut.

## Galerie

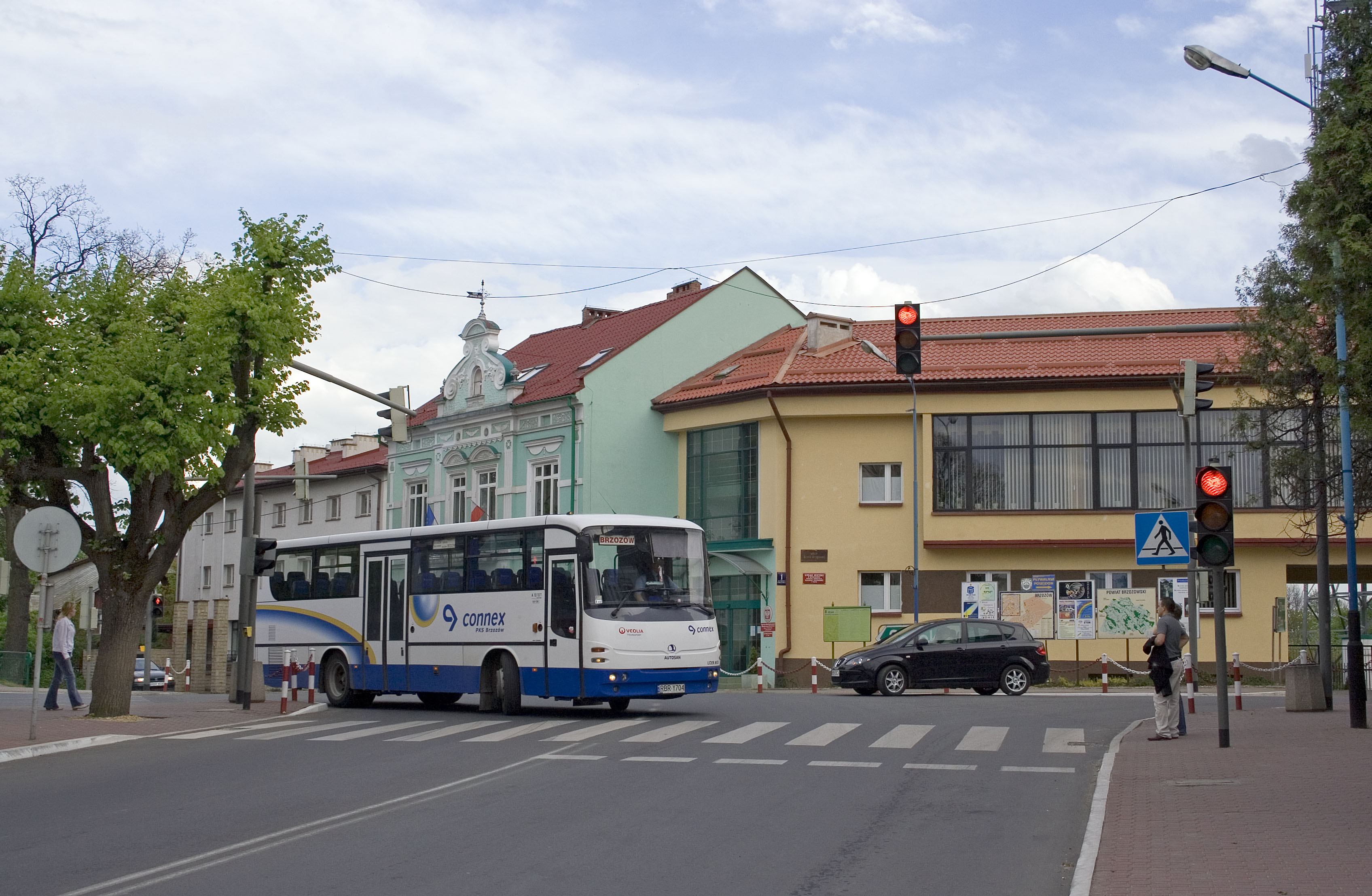
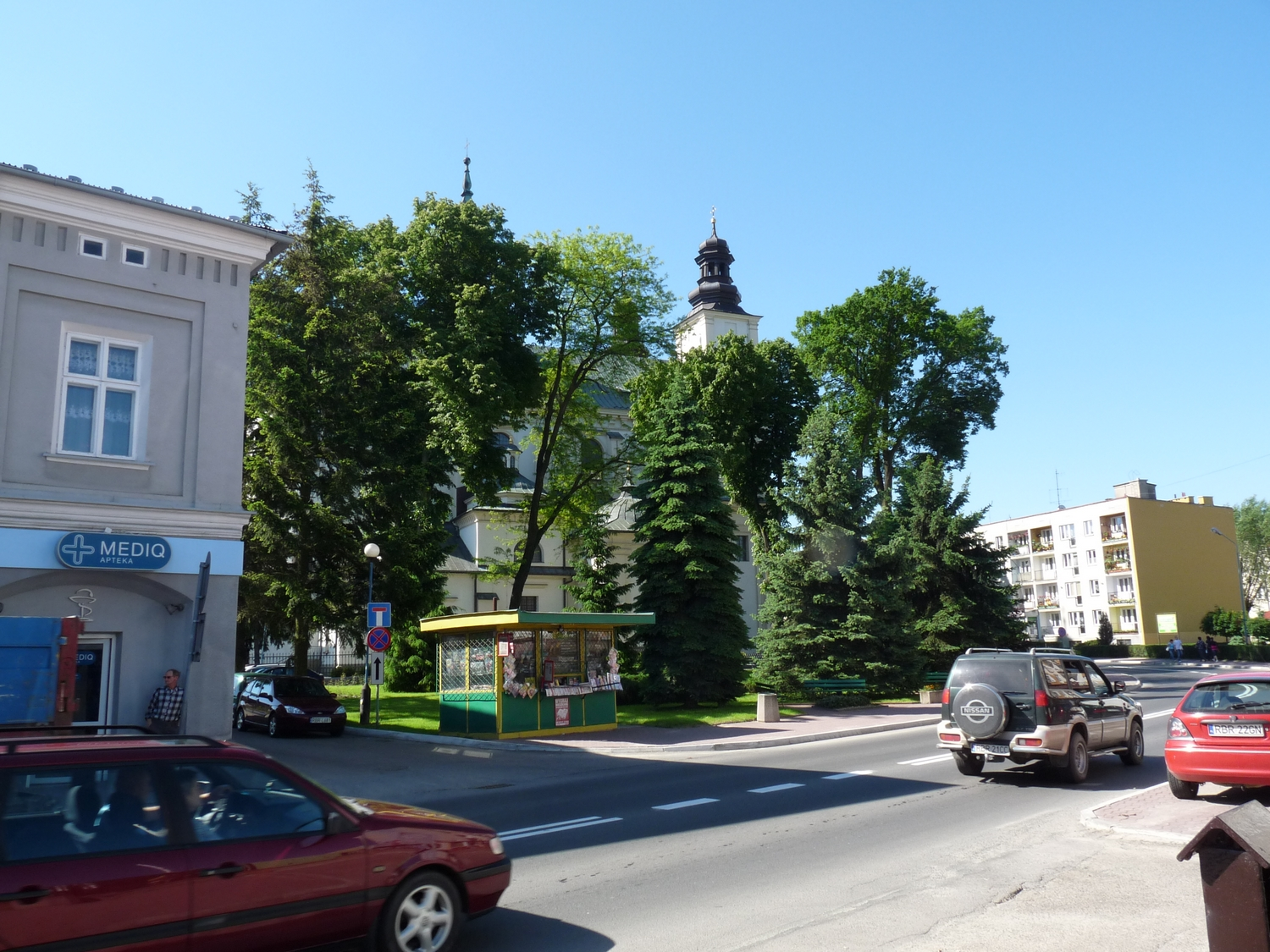
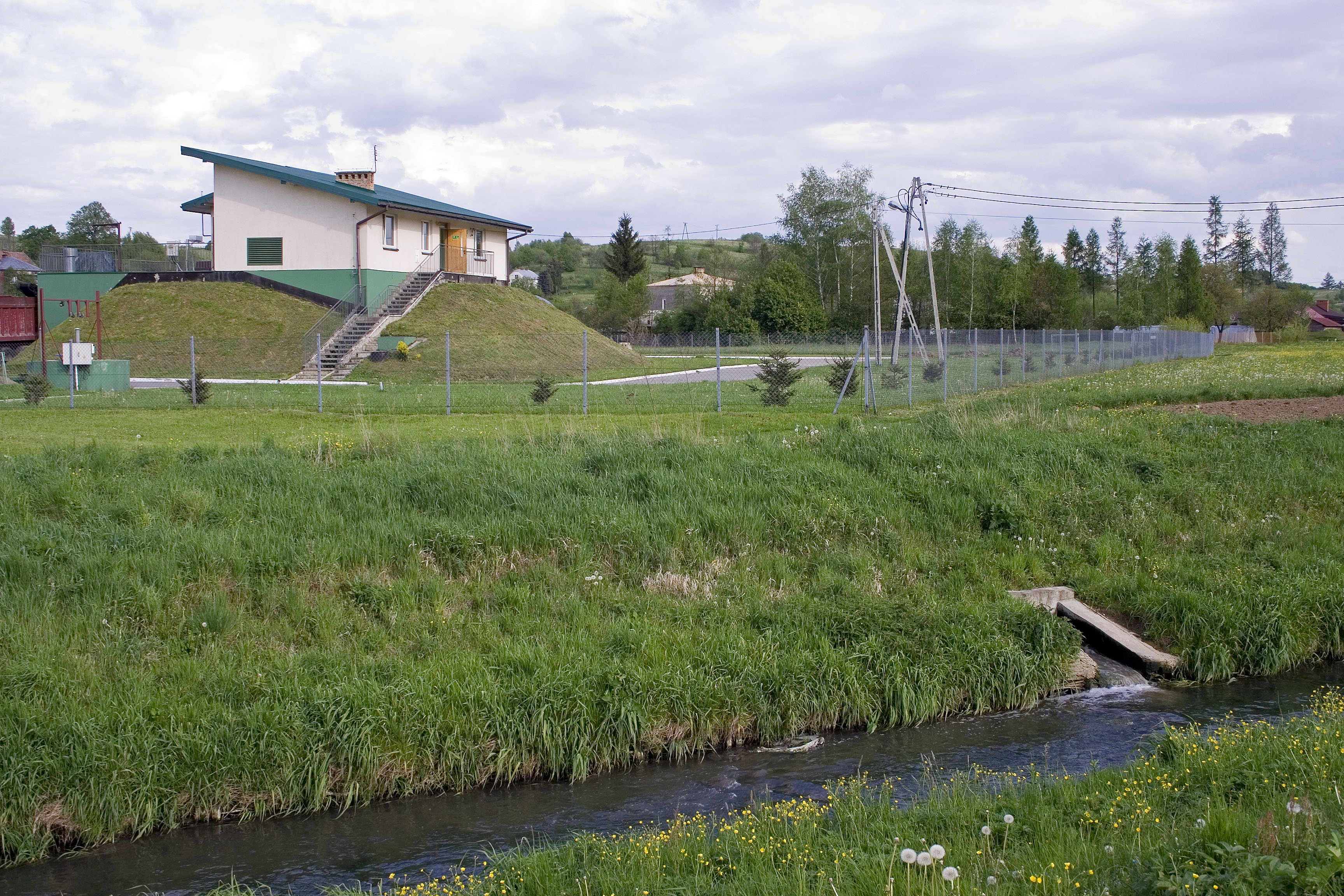
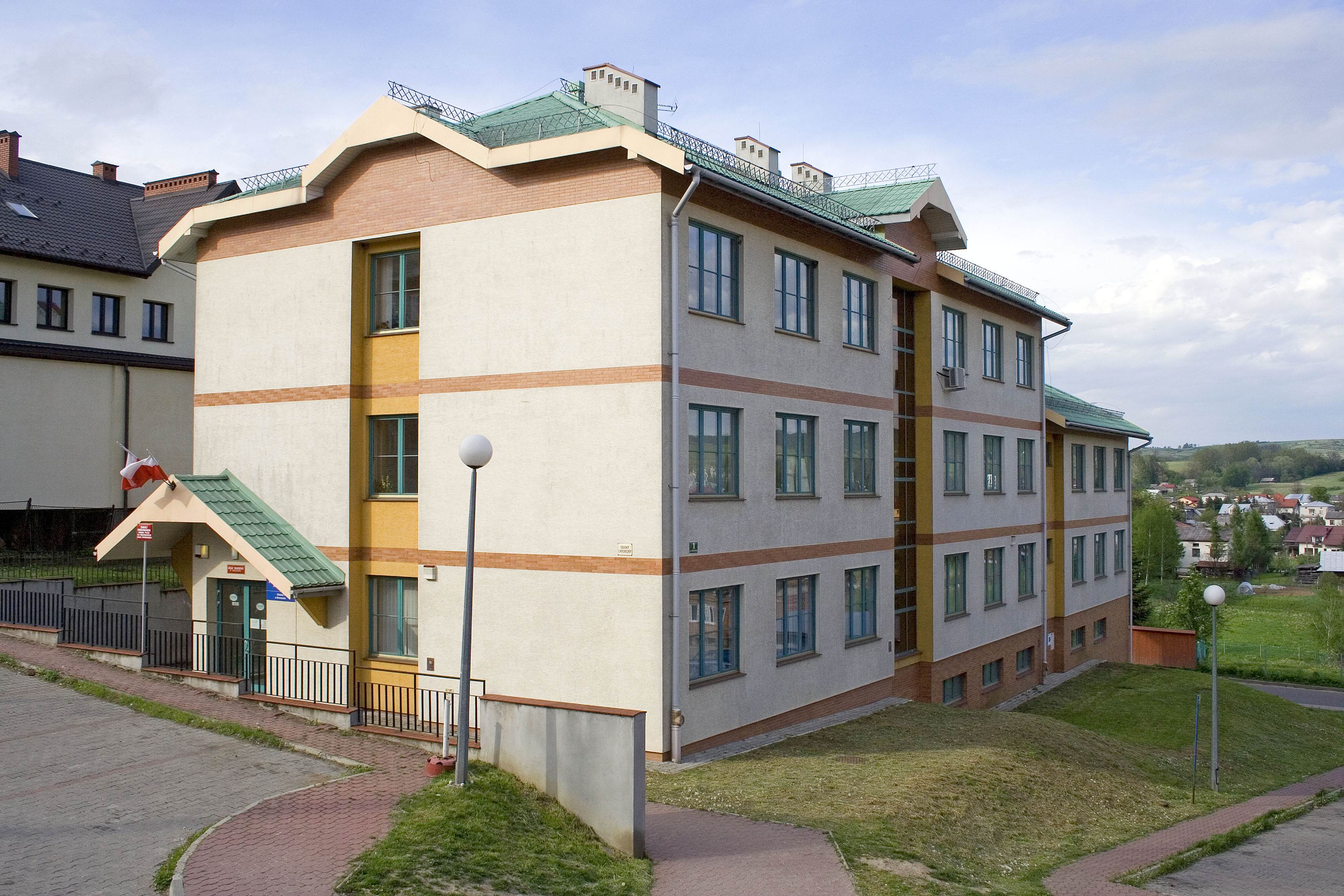
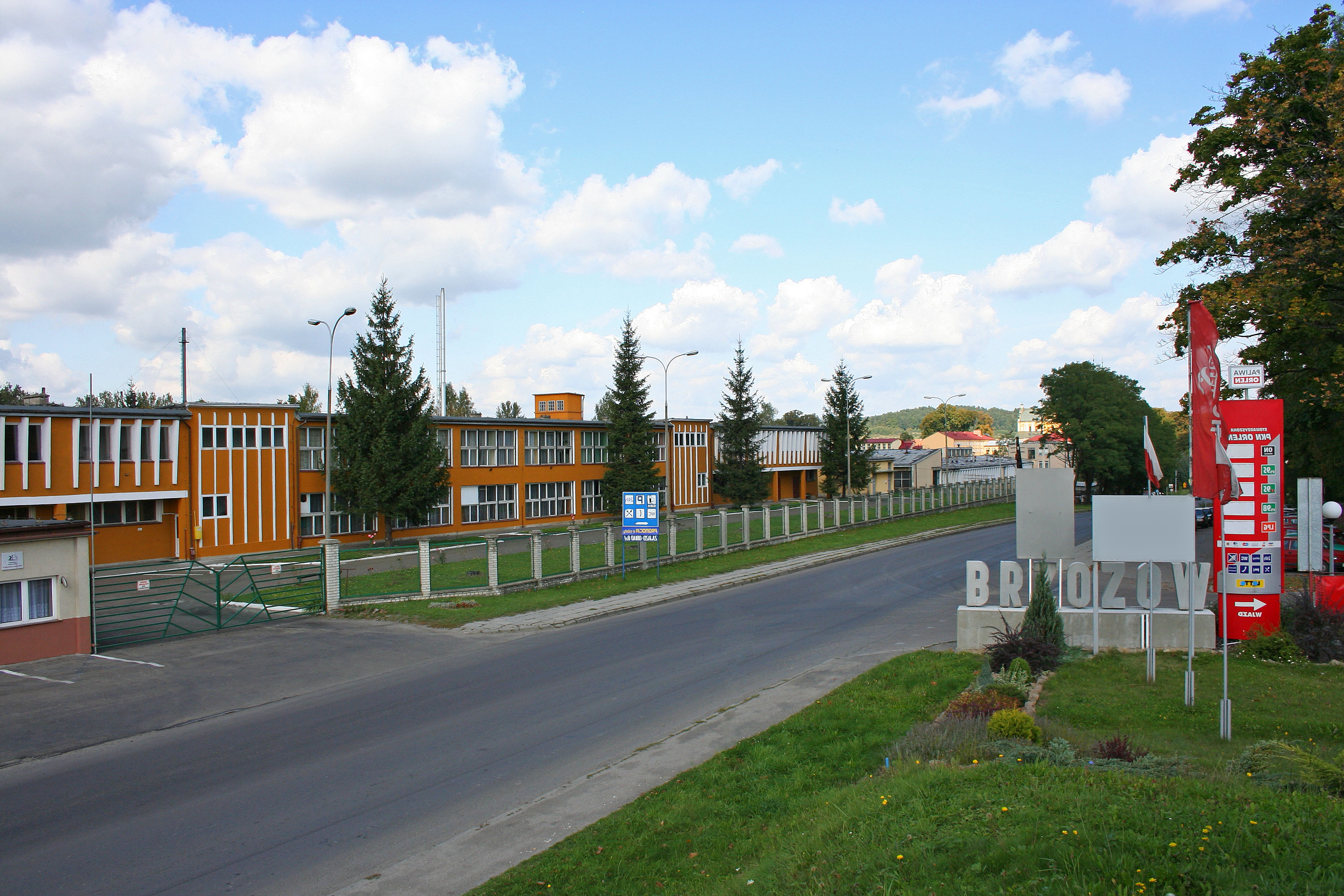
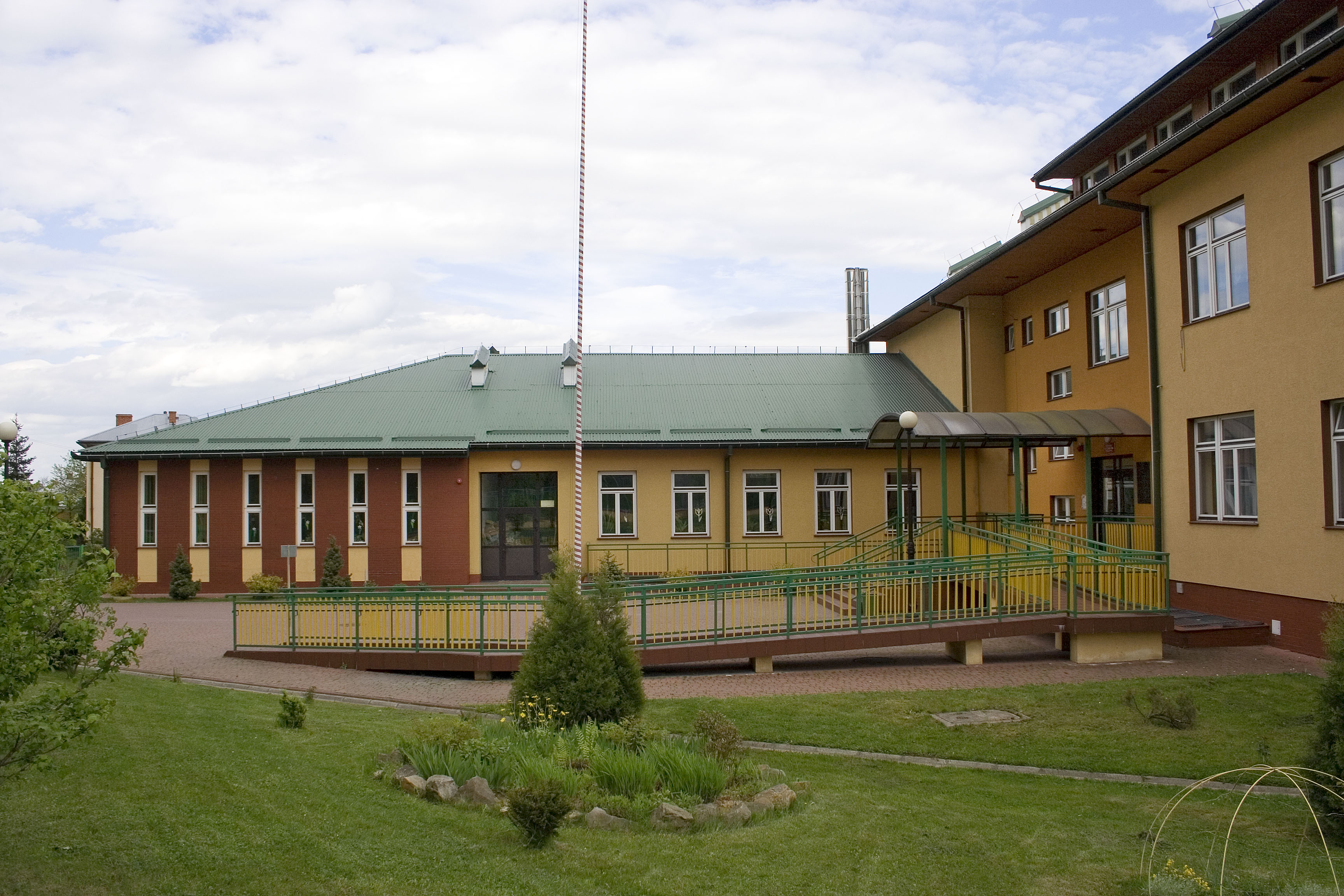
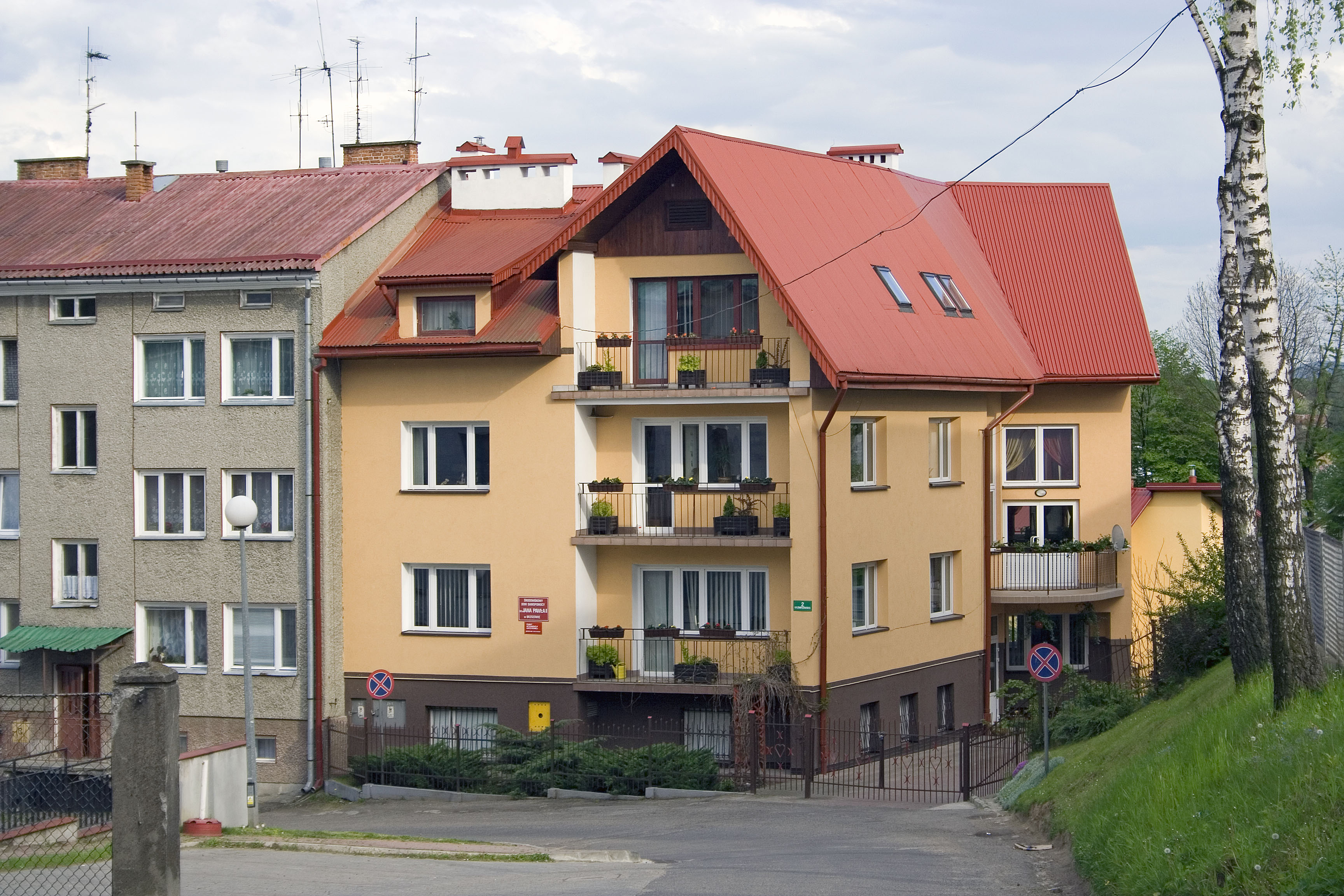
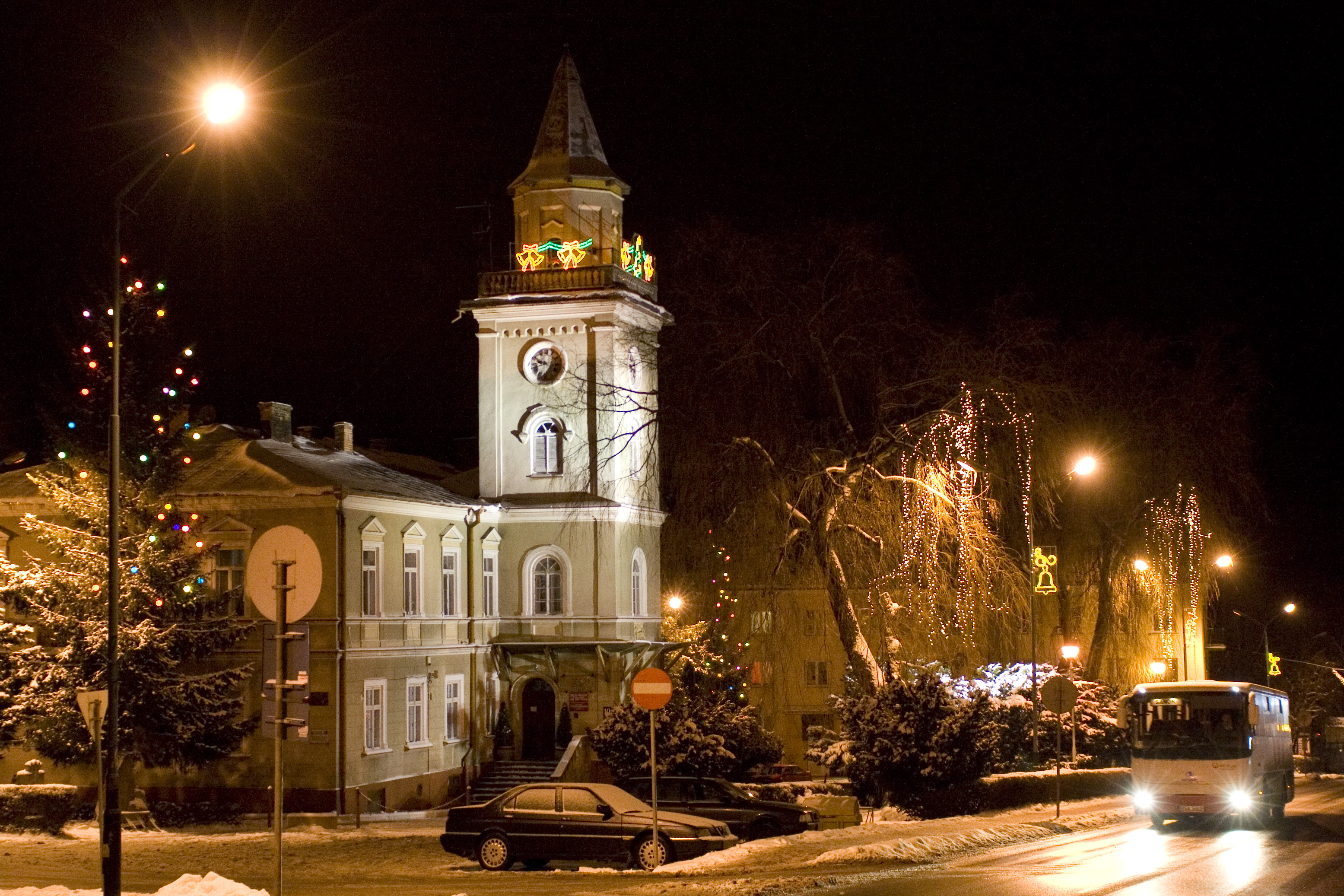
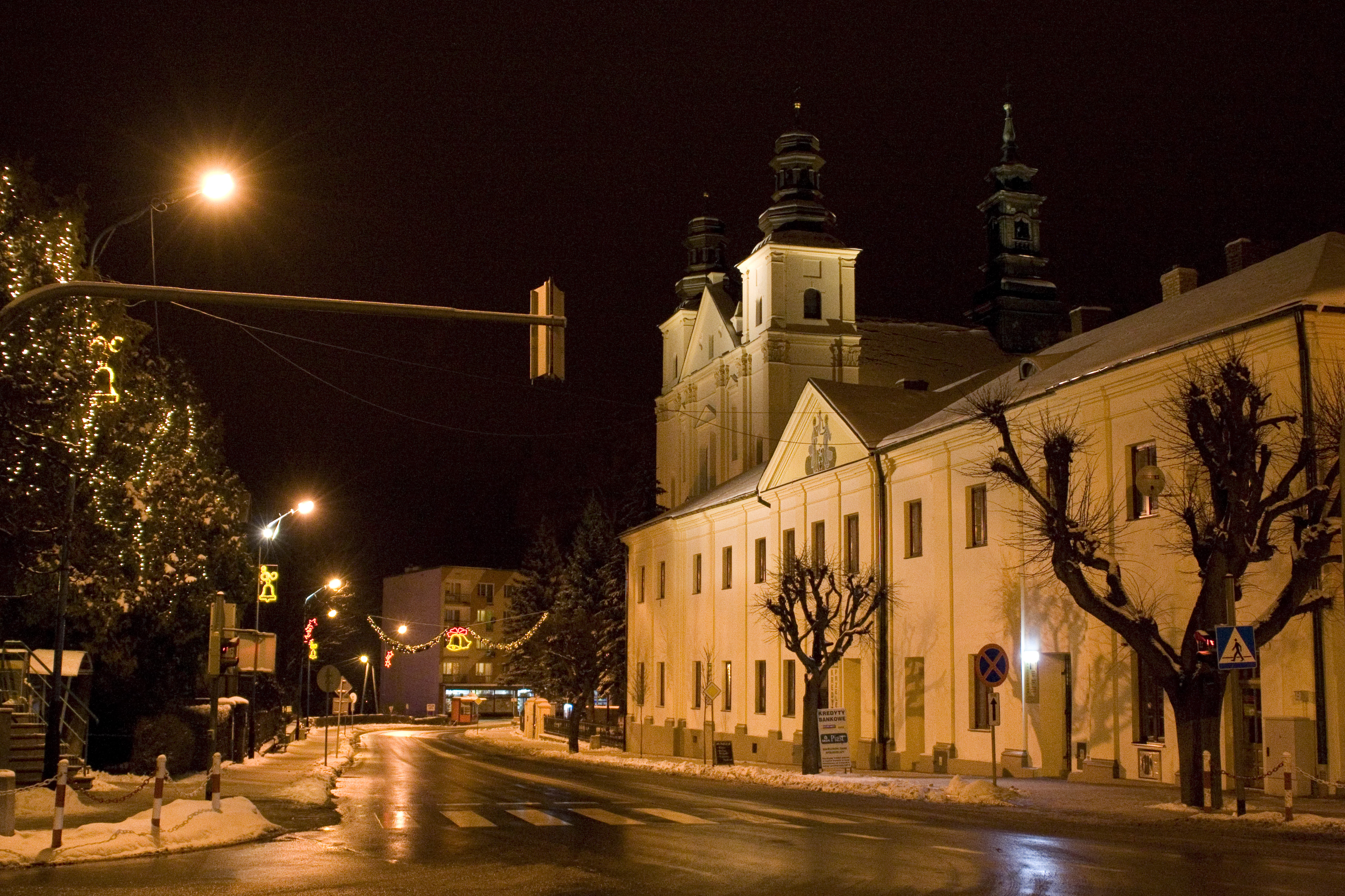
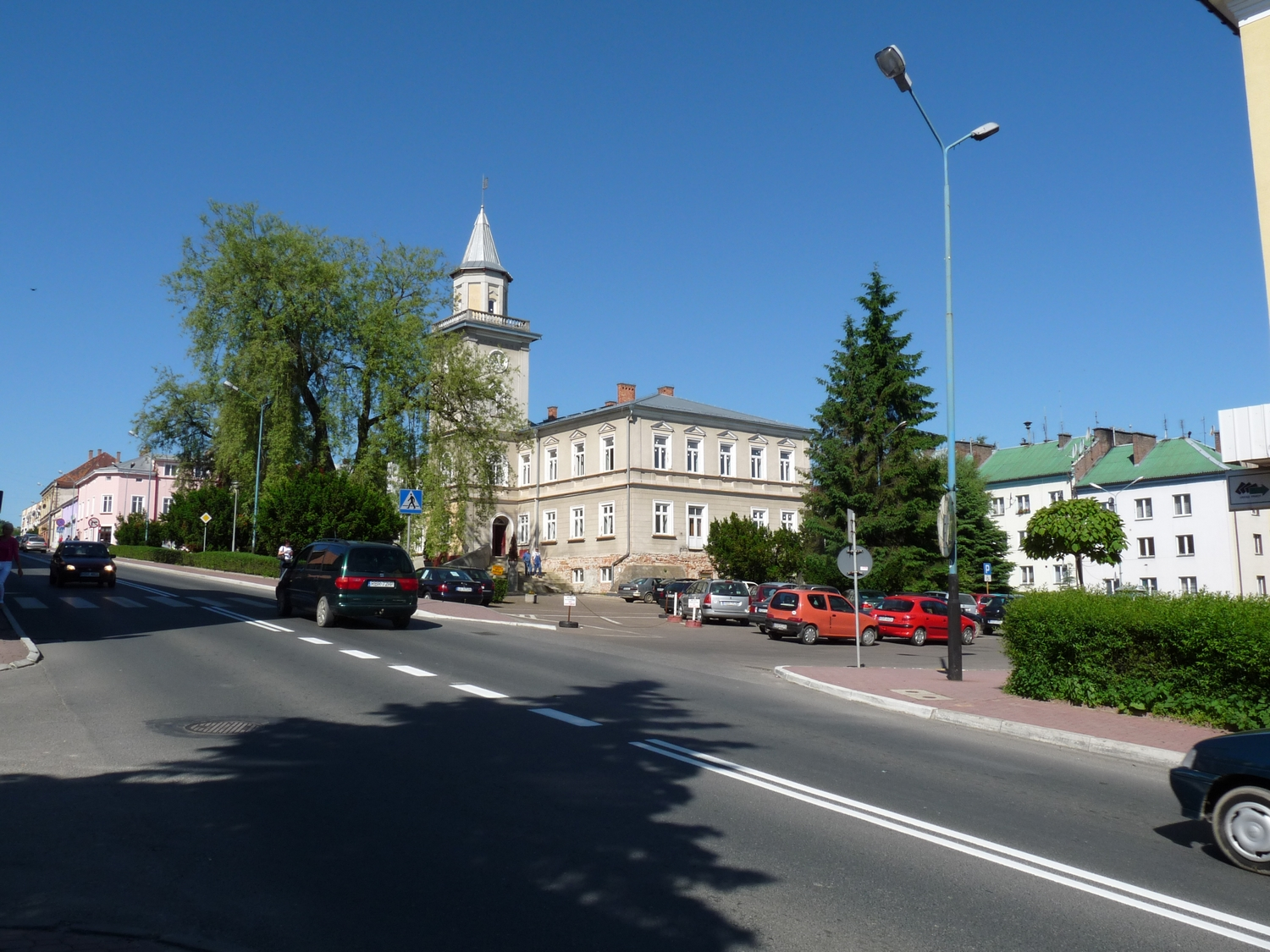

## Orașe înfrățite
- Moldava nad Bodvou, Slovacia
- Sambir, Ucraina